# Bell 204/205
Bell 204 i 205 su civilne inačice jednomotornog vojnog helikoptera UH-1 Iroquois. Helikopteri se koriste za različite namjene kao što je transport, podizanje tereta te zračno gašenje požara (jedna od najčešćih namjena).

## Razvoj
Model 204 razvijen je 1955. nakon što je američka vojska izdala zahtjev za višenamjenskim helikopterom. Taj model je napravio veliki korak unaprijed u dizajnu helikoptera a Bell 204 je bio jedan od prvih helikoptera pokretanih turbo-fen motorom. Turbo-fen motor je radikalno poboljšao praktičnost helikoptera zajedno uz malu težinu, visok omjera snage i težine, manju potrošnju goriva te niske operativne i održavačke troškove. Korištenje turbo-fen motora omogućilo je Bell 204 da prenosi respektabilnu težinu tereta što je rezultiralo time da modeli 204 i 205 postanu najuspješniji helikopteri zapadne proizvodnje u smislu broja izgrađenih primjeraka.
Model 204B je prvi puta isporučen 1961. dok je naknadni model 205A-1 jednak UH-1H te je u odnosu na Bell 204 veći, duži te ima bolje performanse i snažniji motor.
Do 1967. isporučeno je više od 60 Bell 204B modela dok je daljnje primjerke do 1973. gradila novonastala tvrtka Agusta-Bell. Do početka 1980-ih Bell i Agusta-Bell su proizveli 12.000 komada Bell 205 (uključujući 205A-1). Mnoge inačice 204 i 205 koje su se koristile u vojne svrhe konvertirane su u komercijalne svrhe.

## Inačice

### Bell 204
- Bell 204B - višenamjenski civilni i vojni helikopter koji je razvijen na temelju UH-1B. Pokreće ga motor T53-09A te može prevesti max. 10 putnika.[2]
- Agusta-Bell AB 204 - višenamjenski civilni i vojni helikopter kojeg je u Italiji licencno proizvodila tvrtka Agusta.
- Fuji-Bell 204B-2 - višenamjenski civilni i vojni helikopter kojeg je u Japanu licencno proizvodila tvrtka Fuji Heavy Industries. Helikoptere koriste japanske kopnene samo-obrambene snage.

### Bell 205
- Bell 205A - višenamjenski civilni i vojni helikopter. Pokreće ga motor T53-11A te može prenijeti 14 putnika.[2]
  - Agusta-Bell 205 -  višenamjenski civilni i vojni helikopter kojeg je u Italiji licencno proizvodila tvrtka Agusta.
- Bell 205A-1 - višenamjenski civilni i vojni helikopter temeljen na temeljen na modelu UH-1H a pokreće ga motor T53-13A. Može prenijeti max. 14 putnika.[2]
  - Agusta-Bell 205A-1 - modificirana verzija AB 205.
  - Fuji-Bell 205A-1 - višenamjenski civilni i vojni helikopter kojeg je u Japanu licencno proizvodila tvrtka Fuji Heavy Industries.
- Bell 205B - Bellova ranija inačica modela 210 građena krajem 1970-ih. Proizvedeno i prodano je samo pet helikoptera. Letjelicu pokreće motor T53-17, ima K-Flex pogonsku osovinu a s helikoptera Bell 212 preuzet je nos, lopatice glavnog i repnog rotora. Letjelica može prevesti max. 14 putnika.[2]
- Bell 210 - obnovljeni helikopteri UH-1H koji su nakon toga prodavani kao novi. Pokreće ga motor T53-17B a težinski kapacitet je jednak inačici Bell 205B.[2]

### Eksperimentalne inačice
- Agusta-Bell 205BG - prototip pokretan s dva Gnome H 1200 turbo-fen motora.[3]
- Agusta-Bell 205TA - prototip pokretan s dva Turbomeca Astazous turbo-fen motora.[3]
- Bell 208[3]

### Nadogradnje
- 205A++ - terenska nadogradnja inačice 205A koja koristi motor T53-17 te rotorski sustav s Bell 212. Proizvodnja je slična modelima 205B i 210.
- Advanced 205B - predložena nadogradnja helikoptera japanske proizvodnje.
- Global Eagle - modificirani helikopter UH-1H pokretan s novim PT6C-67D motorom, modificiranim repnim rotorom te s drugim manjim promjenama čime helikopter ima veći domet i učinkovitost potrošnje goriva od Bell 212.[4]
- Huey 800 - nadograđena komercijalna inačica pokretana turbo-fen motorom LHTEC T800.

### Derivati
- Bell 211 - komercijalna inačica UH-1C s nadograđenim prijenosom, većim glavnim rotorom, ojačanim trupom, sustavom za povećanje stabilnosti te T55-L-7 turbo-fen motorom snage 1.976 kW (2.650 KS).[5]

- Bell 212

- Bell 214 Huey Plus - ojačana inačica Bell 205 s većim motorom te optimiziranim radom u vrućim i visokim uvjetima. Kasnija inačica Bell 214ST je veća te pokretana s dva motora.

- Bell 412 - Bell 212 s rotorom od četiri lopatice na rotoru.

- Panha Shabaviz 2-75 - nelicencirana iranska inačica tvrtke Panha.

## Korisnici

### Vojni korisnik
- Japan: japanske kopnene samo-obrambene snage koriste Fuji-Bell 204B-2 koji se u Japanu licencno proizvodio.
- Tunis: tuniške zračne snage koriste 15 Bell 205 kao školski helikopter.

### Policijski korisnici
- Bolivija: bolivijska nacionalna policija.
- Brazil: brazilska federalna policija te civilna i vojna policija savezne države Rio de Janeiro.
- Filipini: filipinska nacionalna policija.
- Meksiko: federalna preventivna policija.
- SAD: američka granična patrola, metropolitanska policija Las Vegasa te šerifovi uredi u okruzima Monroe, San Bernardino, Seminole i Ventura.
- Tajland: Kraljevska tajlandska policija.

### Vatrogasni korisnici
- Italija: Vigili Del Fuoco.
- SAD: vatrogasne postrojbe okruga Orange, Sacramenta, Kerna te floridski i kalifornijski državni uredi za gašenje požara. Šerifov ured u San Diegu može dati vlastite helikoptere za gašenje požara.

### Civilni korisnici
- Bolivija: Aeroavia.
- Kanada: Heli-North Aviation.
- Kolumbija: Helicol Colombia.
- Meksiko: Air America.
- Novi Zeland: Helipro.
- SAD: Clear Creek Copters, Helipro Completions, Rotorcraft Support, San Joaquin Helicopters i WorldWind Helicopters.
- Švedska: Osterman Helicopter AB.
- Švicarska: Heliswiss.

### Ostali korisnici
- Iran: društvo Crvenog polumjeseca Islamske Republike Iran.
- SAD: Dare County EMS, kalifornijska Ministarstvo šumarstva, NASA i washingtonski državni ured za prirodna bogatstva.

## Tehničke karakteristike (204B)
Izvori podataka: The International Directory of Civil Aircraft.
Osnovne karakteristike
- posada: 1-2
- kapacitet: 1.360 kg (uključujući 8 do 9 putnika ili ekvivalent u teretu)
- dužina: 12,69 m
- promjer rotora: 14,63 m
- visina: 4,5 m

Letne karakteristike
- najveća brzina: 220 km/h (135 mph)
- ekonomska brzina: 205 km/h (125 mph)
- dolet: 533 km (300 milja)
- brzina penjanja: oko 8,9 m/sek. (oko 1.755 stopa/sek.)
- najveća visina leta: 5.910 m
- motor: 1× Lycoming T53-L-11A turbofen motor

## Vidjeti također

### Slični helikopteri
- UH-1 Iroquois
- Bell 212
- Bell 214
- Bell 412